# 205 v.Chr.
Het jaar 205 v.Chr. is een jaartal volgens de christelijke jaartelling.

## Gebeurtenissen

### Griekenland
- Einde van de Eerste Macedonische Oorlog, het Romeinse leger landt met (± 10.000 man) in Illyrië. Na onderhandelingen met Rome en de neutrale staten Athene, Chios, Egypte en Rhodos sluit Philippus V van Macedonië de "Vrede van Phoenike".

### Italië
- In Rome wordt Publius Cornelius Scipio Africanus, door de Senaat gekozen tot consul van het Imperium Romanum.
- Mago Barkas landt met een Carthaags leger (14.000 man) in Ligurië en verovert de havenstad Genua.

### Afrika
- De 5-jarige Ptolemaeus V Epiphanes (205 - 180 v.Chr.) volgt zijn vader op als vijfde farao van de Ptolemaeën. Zijn moeder Arsinoë III wordt regentes en regeert over Egypte.
- De Romeinse generaal 
Gaius Laelius landt in de haven van Hippo, waarmee het Romeinse offensief in Noord-Afrika begint.

### Perzië
- Antiochus III de Grote keert terug naar Persepolis en begint een strafexpeditie langs de Perzische Golf.

### China
- In het Chinese Keizerrijk breekt een burgeroorlog uit tussen Liu Bang en Xiang Yu, een coalitie van koninkrijken betwisten de macht over de keizerlijke troon.

### India
- Elara (205 - 161 v.Chr.) bestijgt de troon als koning van Ceylon.

## Overleden
- Ptolemaeus IV Philopator (~245 v.Chr. - ~205 v.Chr.), farao van Egypte (40)